# Gubałówka (ośrodek narciarski)
Gubałówka – ośrodek narciarski położony w Zakopanem na południowym zboczu Gubałowki (1126 m n.p.m).

## Wyciągi
W skład kompleksu wchodzą:
- kolej linowo-terenowa „Gubałówka” firmy Doppelmayr/Garaventa-Gruppe o długości 1298 m i czasie wjazdu – 3,5 minuty; wagoniki mają pojemność 120+1 osób.
- wyciąg orczykowy Polana Gubałówka[2].

## Trasy
Stacja dysponuje dwiema trasami narciarskimi:
- trasa główna z górnej stacji kolei do jej dolnej stacji, o czerwonym stopniu trudności, o długości około 1600 m, przewyższeniu 300 m (średnie nachylenie 19%). Trasa jest nieczynna z powodu grodzenia jej przez właścicieli działek, przez które trasa przebiega. Grodzenie to jest konsekwencją braku kompromisu między nimi a PKL w sprawie warunków korzystania z działek przez narciarzy.
- łatwe trasy na Polanie Gubałówka o długości ok. 300 m i przewyższeniu 70 m.

W ofercie znajduje się 1900 m tras zjazdowych o różnym stopniu trudności. Trasy są oświetlone i naśnieżane.
Stacja nie jest członkiem Stowarzyszenia Polskie stacje narciarskie i turystyczne.

## Pozostała infrastruktura
Przy dolnej i górnej stacji kolei znajduje się wiele stoisk z pamiątkami, punktów gastronomicznych itp.
Ponadto w okolicach dolnej stacji kolei znajduje się przedszkole narciarskie dla dzieci.
Na Polanie Gubałówka znajduje się snowpark Salomon Super Park, linia jibowa (6 przeszkód) oraz jedna skocznia o 10-metrowym stole. Docelowo snowpark będzie wyposażony w 8 skoczni o różnych rozmiarach i 7 przeszkód jibowych.
Znajduje się tu również halfpipe – rynna snowboardowa o długości 100 m, szerokości 13 m, wysokości ścian 220 cm i nachyleniu 16%.

## Operator
Operatorem i właścicielem stacji jest Polskie Koleje Linowe S.A. Mniejsze wyciągi (poza wymienionym wyżej orczykiem) działające wzdłuż grzebietu Gubałówki nie są obsługiwane przez tego operatora.

## Historia
Kolej linowo-terenowa została wybudowana przez firmę Ludwig de Roll 20 grudnia 1938 roku. Służyła już narciarzom w czasie narciarskich mistrzostw świata FIS, które odbyły się 1939 roku w Zakopanem.
1 czerwca 1994 roku oddano do użytku letnią zjeżdżalnię grawitacyjną na górnej polanie Gubałówki. Zimą tego roku uruchomiono wyciąg orczykowy.
Przed sezonem zimowym 1994/1995 uruchomiono sztuczne naśnieżanie głównej trasy narciarskiej.
15 grudnia 2001 roku oddano do użytku kolej linowo-terenową po całkowitej modernizacji (wymianie). Stara kolejka została przeniesiona na górę Żar koło Międzybrodzia Żywieckiego.
Główna trasa narciarska została zamknięta w grudniu 2005 roku na skutek konfliktu PKL z rodziną Gąsieniców-Byrcynów, do której należy kilka gruntów na stoku, w związku z brakiem kompromisu dotyczącego warunków korzystania przez narciarzy ze stoków, na których leżą działki (PKL posiada 45% terenu, przez który przebiega główna trasa, rodzina Byrcynów ma 7 działek, stanowiących 10% powierzchni trasy, ale przechodzących przez całą jej szerokość).

## Galeria

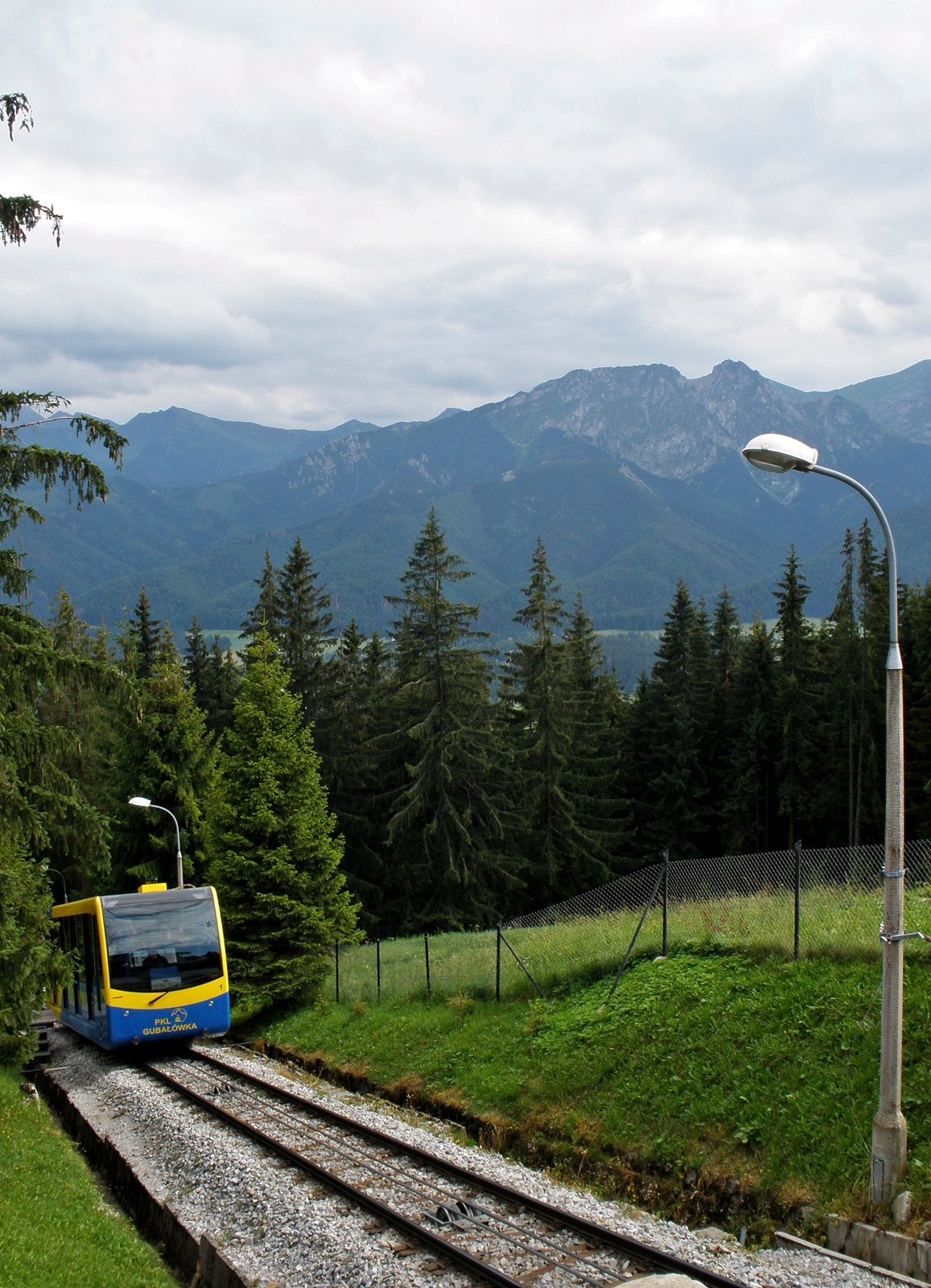
Wagonik kolei linowo-terenowej na Gubałówkę dojeżdżający do stacji górnej, 2009 rok
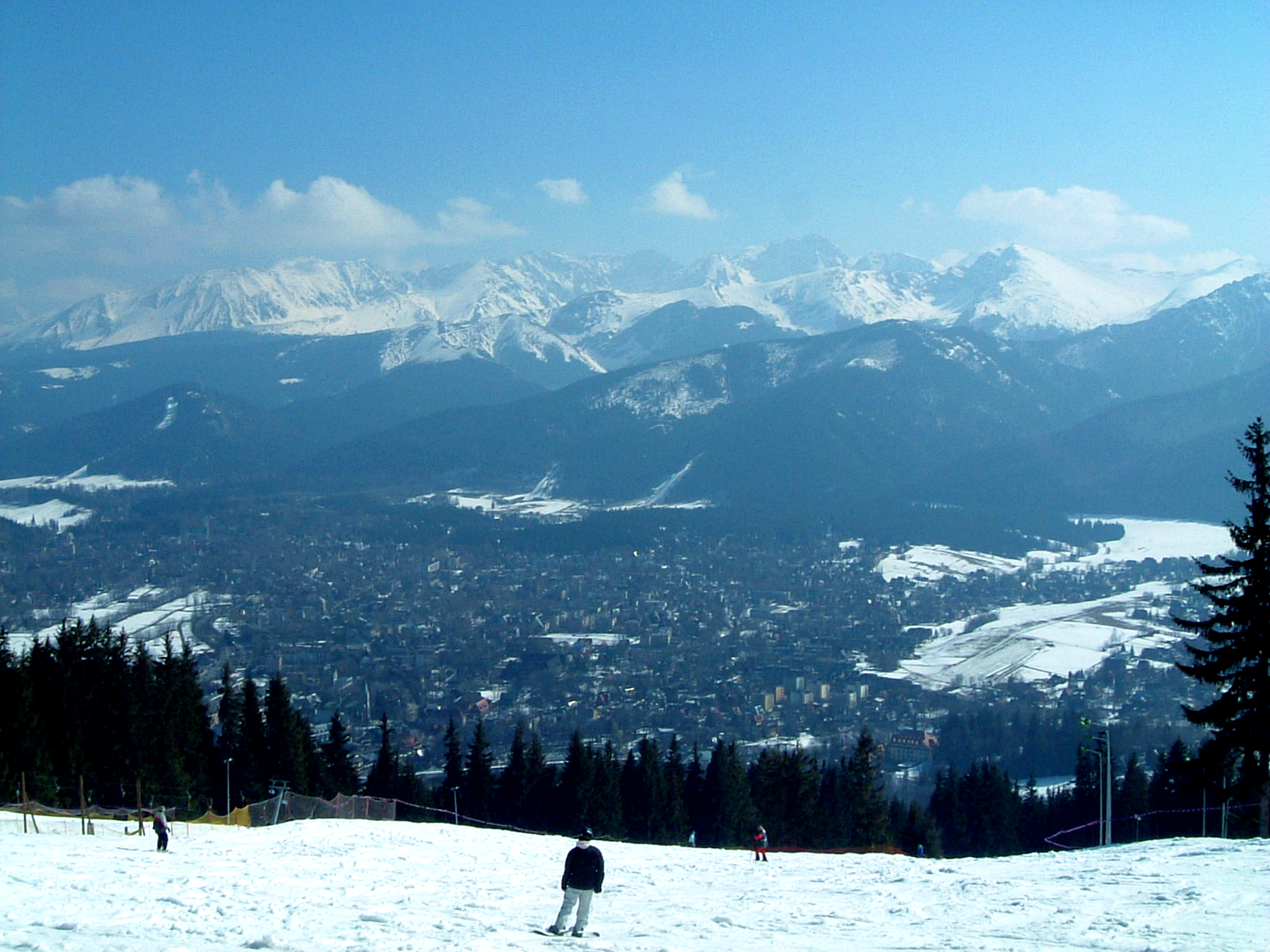
Polana Gubałówka i widok na Zakopane i Tatry w 2006 roku
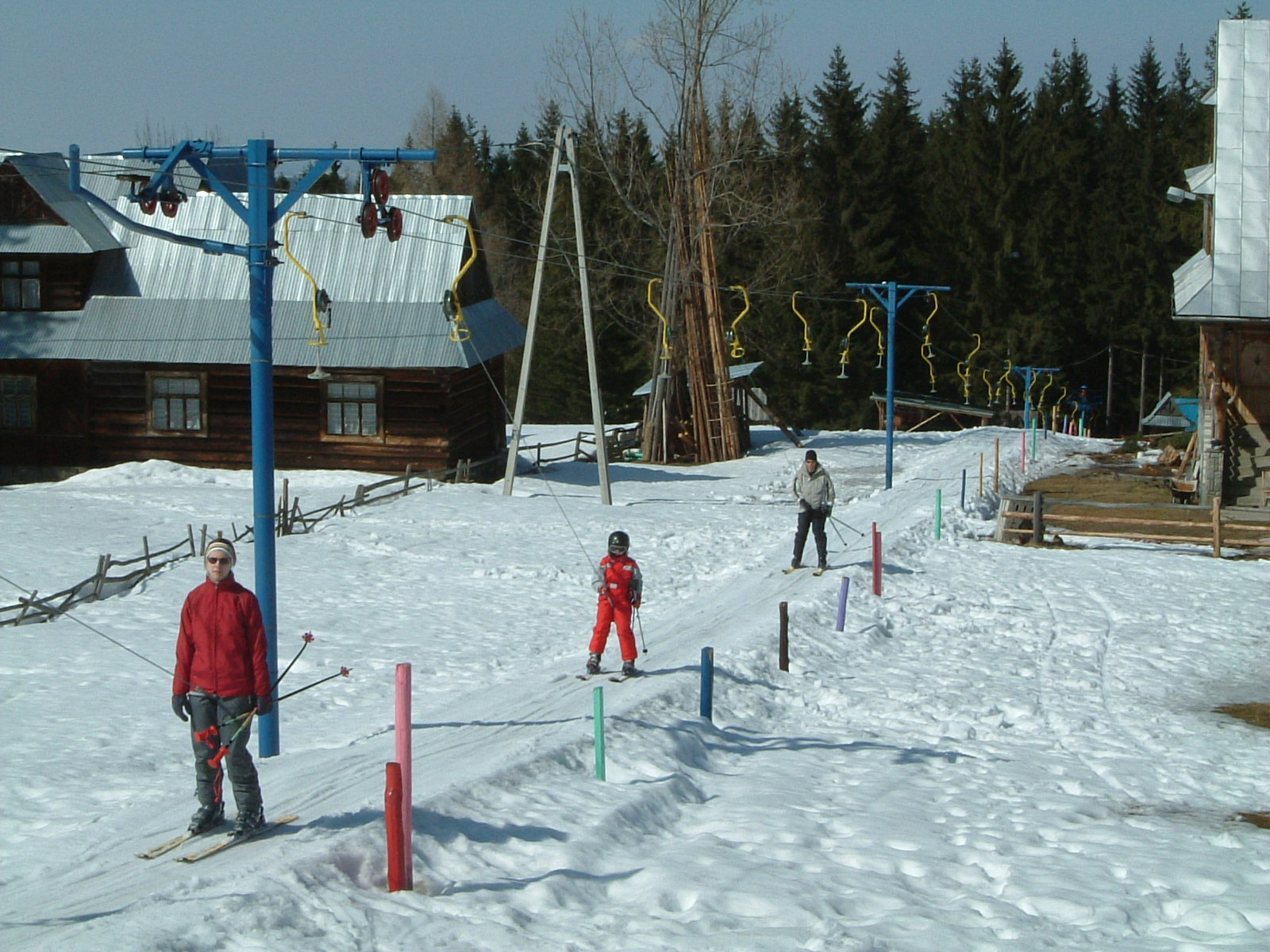
Jeden z wyciągów talerzykowych dla dzieci na szczycie Gubałówki, nienależących do PKL
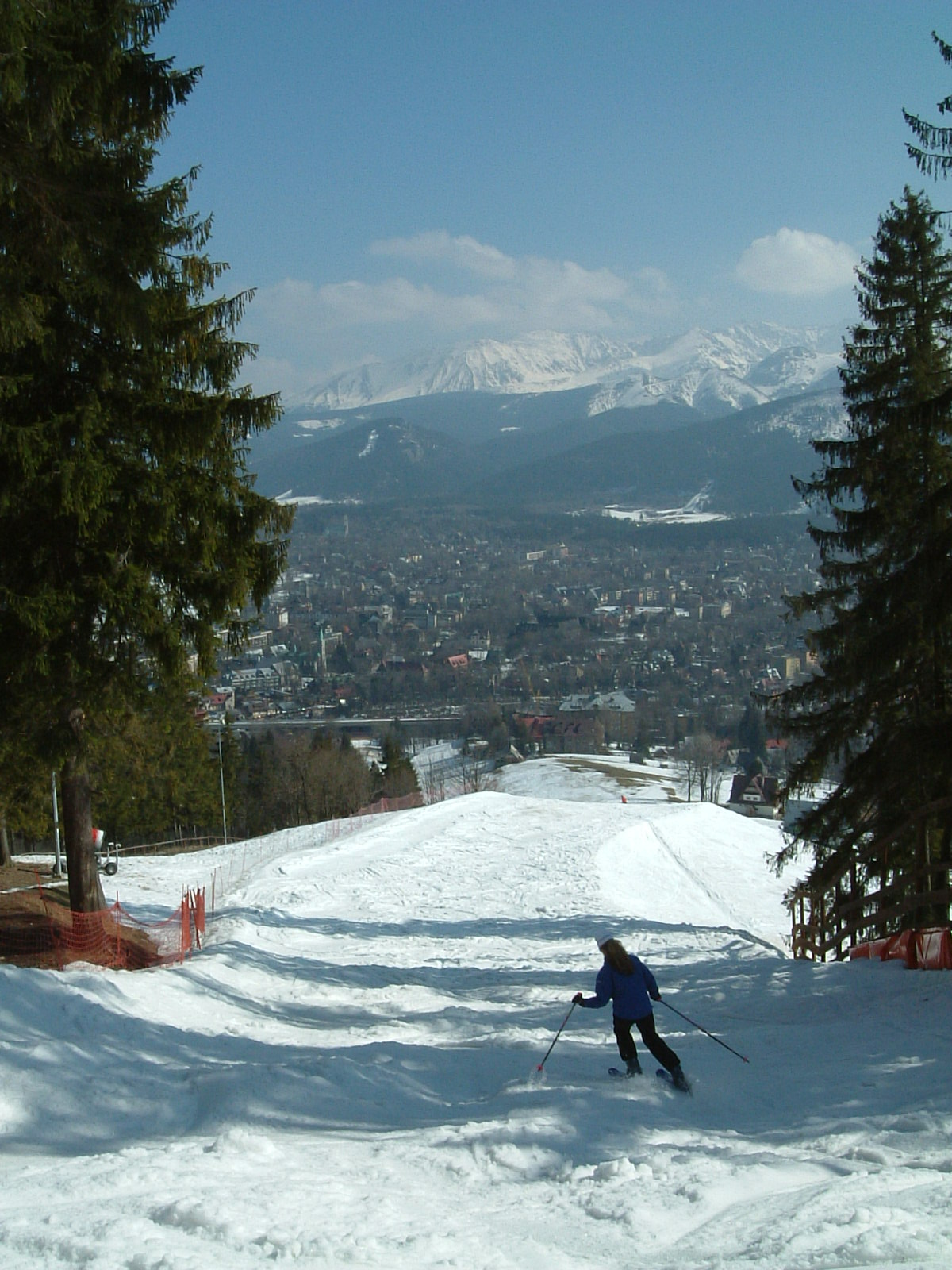
Fragment nieczynnej głównej trasy, mostkiem nad torami kolei linowo-terenowej